# استغاثه
استغاثه (به انگلیسی: Supplication) فریاد خواهی برای رهایی از گرفتاری است. از استغاثه در فقه در باب‌هایی مانند صلات، طلاق، قضاء و حدود به مناسبت سخن رفته‌است. نمونه استغاثه هنگامی است که انسان به بیماری سختی مبتلا می‌شود. واژه استغاثه، مصدر باب استفعال از ریشه «غ- و- ث» به معنای طلب نصرت و فریادرس خواهی و استمداد در حال شدّت و محنت است.